# Пиргос Хилијадус
Пиргос Хилијадус (грч. Πύργος Χιλιαδούς) је приморско насељено место у општини Аристотел у периферији Средишња Македонија, Грчка. Према попису из 2021. године било је 19 становника.
Насеље је подигнуто осамдесетих година 20. века и први пут се помиње на попису из 1991. године са два становника.